# Hyperolius tuberculatus
Hyperolius tuberculatus là một loài ếch thuộc họ Hyperoliidae.
Loài này có ở Cameroon, Cộng hòa Trung Phi, Cộng hòa Congo, Cộng hòa Dân chủ Congo, Guinea Xích Đạo, Gabon, Nigeria, có thể cả Angola, có thể cả Rwanda, và có thể cả Uganda.
Môi trường sống tự nhiên của chúng là rừng ẩm vùng đất thấp nhiệt đới hoặc cận nhiệt đới, sông ngòi, sông có nước theo mùa, đầm nước, hồ nước ngọt, hồ nước ngọt có nước theo mùa, đầm nước ngọt, đầm nước ngọt có nước theo mùa, vườn nông thôn, rừng trước đây suy thoái nghiêm trọng, khu vực trữ nước, ao, và kênh đào và mương rãnh.

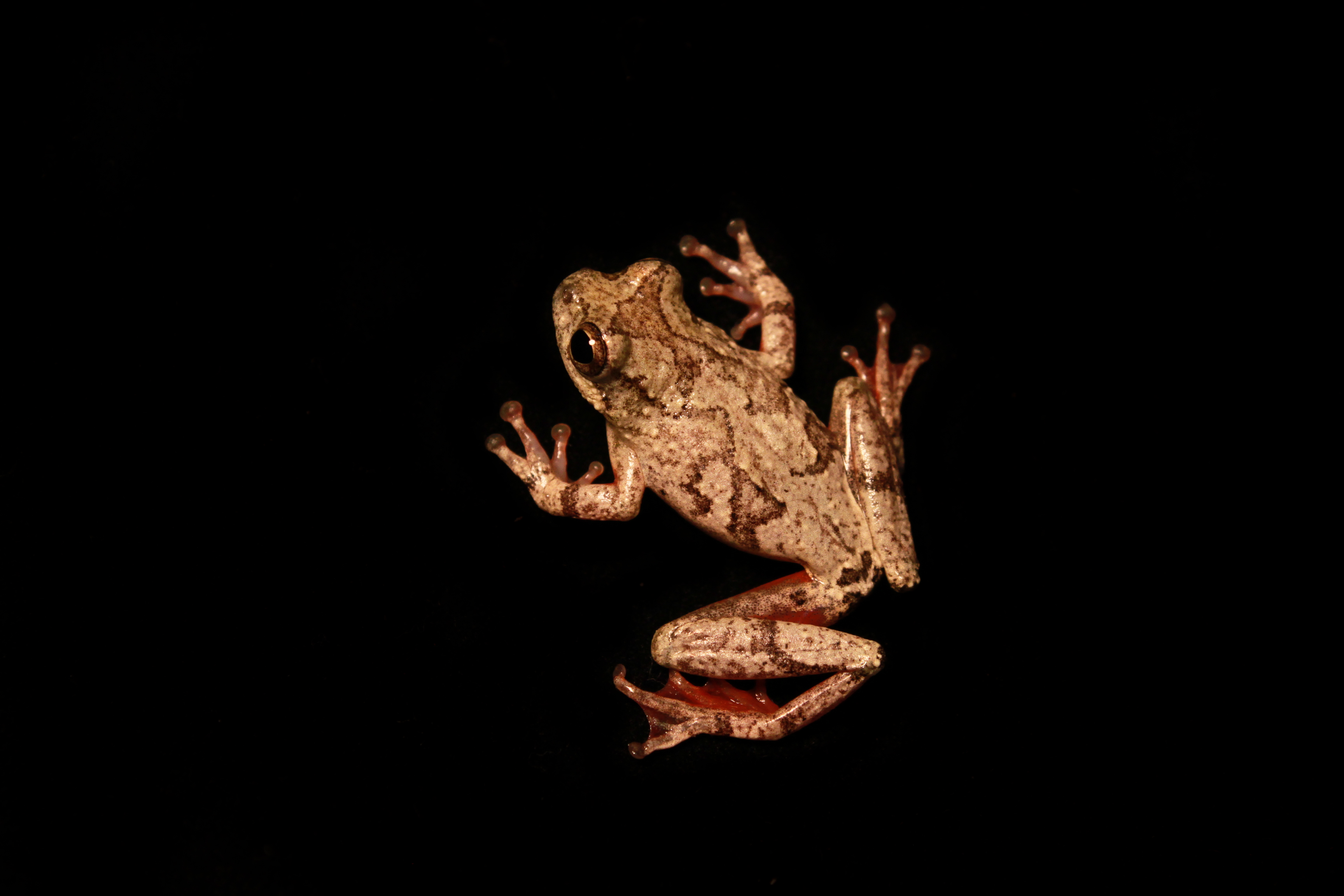
Dorsal view